# Fissidens acacioides
Fissidens acacioides är en bladmossart som beskrevs av Schrader 1803. Fissidens acacioides ingår i släktet fickmossor, och familjen Fissidentaceae. Inga underarter finns listade i Catalogue of Life.